# Talbot
Talbot ili Clément-Talbot Limited bila je tvrtka smještena u Londonu, osnovana 1903.g. i bavila se proizvodnjom automobila. Osnivači tvrtke su bili Charles Chetwynd-Talbot i Adolphe Clément-Bayard.
Proizvodi tvrtke su se nazivali Talbot, iako je naziv tvrtke bio "Clément-Talbot Limited" sve do 1938.g. kada je tvrtka preimenovana u Sunbeam-Talbot Limited. 

## Povijest
Nakon završetka prvog svjetskog rata, na kraju 1919.g. tvrtku "Clément-Talbot Limited" je kupio britanski dio grupe, francuskog proizvođača automobila Darracq (koji se nazivao "Darracq and Company (1905) Limited"). Kasnije, u lipnju 1920.g., je ista tvrtka kupila i tvrtku "Sunbeam Motor Car Company Limited". 
Tako je u kolovozu 1920. promijenjen naziv grupacije u S T D Motors Limited kako bi naglasili spajanje Sunbeama, Talbota i Durracqa.
Nakon spajanja automobili Sunbeam su se nastavili proizvoditi u Wolverhamptonu, Talbot automobili u Londonu, a Darracq automobili u Francuskoj, mjesto Suresnes (kraj Pariza). 
Ubrzo nakon udruživanja francuski proizvodi tvrtke STD Motors dobili su naziv Talbot-Darracq, ali je 1922. naziv Darracq izostavljen.
Tijekom sredine 1930-ih godina grupa STD Motors zapale je u financijske probleme te nije mogla vratiti dugove. Dijelovi grupe su rasporodani. Tako je britanska tvrtka "Rootes Goupe" je kupila profitabilnu tvornicu Talbota u Londonu, te tvornicu Sunbeama. 
Francuski dio je kupio talijanski poduzetnik, koji je i radio u STD Motors, Antonio Lago. Tako je grupa "S T D Motors" sredinom 1936.g. likividrana.
Lago je proizvodio automobile pod nazivom Talbot i Talbot-Lago. Proizvodio je sportske automobile i visoko kvalitetne luksuzne autmobile. Uveo je Talbot automobile u automobilska natjecanja. Lago je tvornicu u Parizu zatvorio 1958.g., a brand Talbot prodao je tvrtki Simca. Tvrtku Simca je 1970. kupila grupacija Chrysler Europa, a godine 1978.g. brand je preuzela grupacija PSA Peugeot Citroën kada je preuzela tvrtku Chrysler Europa. Tvrtka PSA koristila je Talbot oznake na bivšim modelima tvrtki Simca i Chrysler.
Rootes grupa je kupila tvornicu u Londonu 1935.g. Nastavila je proizvodnju dotadašnjih modela uz sve veću ugradnju novih dijelovi. Uz Talbot modele prodavala je i luksuzne modele automobila tvrtke "Sunbeam Motor Car Company Limited". Ubrzo je došlo do preimenovanja Clément-Talbot Limited i nastanka Sunbeam-Talbot Limited 1938.g.
Godine 1954. prestala je koristiti ime Talbot kako bi izbjegli zabunu s francuskom tvrtkom, te je ostao naziv Sunbeam.